# Jessy Matador
Jessy Kimbangi, známější pod svým uměleckým jménem Jessy Matador (* 27. října 1982, Kinshasa, Demokratická republika Kongo) je francouzský zpěvák.

## Biografie
Svoji uměleckou kariéru započal jako tanečník v roce 2001. Později se přidal do skupiny Les cœurs brisés (Zlomená srdce), se kterou procestoval Spojené státy americké, Demokratickou republiku Kongo, Spojené království, Itálii a Kanadu.
V roce 2005 se rozhodl se založit svou vlastní skupinu se jménem La Sélésao složenou z Dr.Love, Linho a Benkoff. Stejní členové také utvořili skupinu Magic System. Později v roce 2007 podepsali kontrakt s Oyas Records, poté s Wagram Records na jaře 2008.

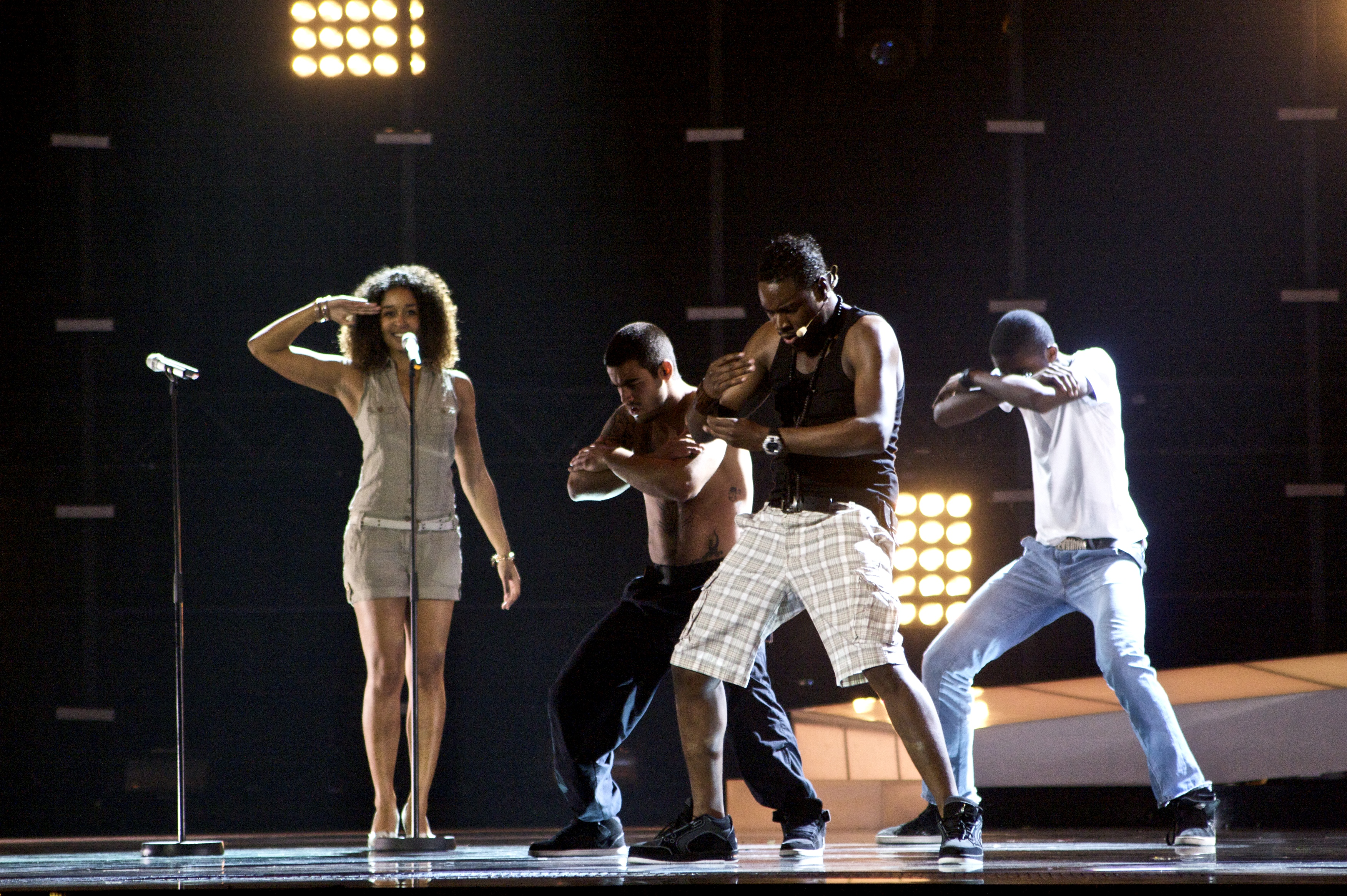
Jessy Matador na Eurovizi 2010

V červenci 2008 vydali svůj debutový singl Décalé Gwada, který se stal jedním z hitů léta. Dne 24. listopadu 2008 skupina vydala album Afrikan New Style – hudební hybrid afrického a karibského vlivu s více městskými zvuky. Styl obsahuje vlivy zouku, dancehallu, reggae, hip hopu, Coupé-Décalé, ndombolu and kuduru.
V prosinci 2008 vydali 2. singl Mini Kawoulé.

## Eurovision Song Contest 2010
Dne 19. února 2010 bylo oznámeno společenstvím France Télévisions, že by mohl reprezentovat Francii na Eurovision Song Contest 2010, která se konala 29. května 2010 v norském Oslu s písní „Allez Ola Olé“. Ve finále se umístil na 12. místě, čímž se zasloužil o jeden z nejlepších výsledků Francie v 10. letech 21. století.

## Diskografie

### Alba

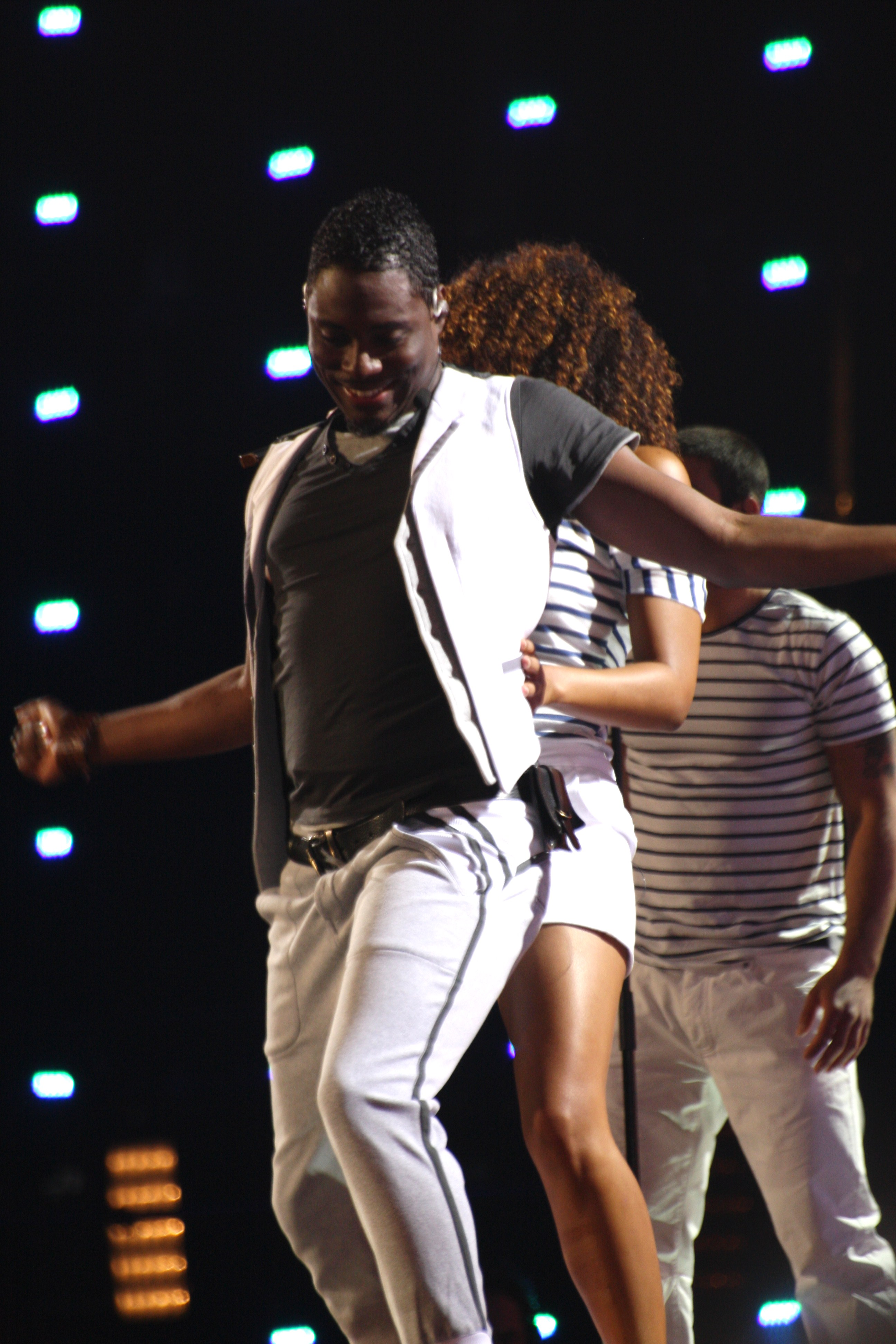
Jessy Matador v Oslu (2010)

| Titul             | Detaily alba                                           | Nejvyšší umístění v žebříčku |
| Titul             | Detaily alba                                           | FRA                          |
| ----------------- | ------------------------------------------------------ | ---------------------------- |
| Afrikan New Style | - Vydáno: 24. listopadu 2008 - Vydavatel: Wagram Music | 93                           |
| Elektro Soukouss  | - Vydání: 14. června 2010 - Vydavatel: Wagram Music    | 42                           |
| Authentik         | - Vydáno: 28. června 2013 - Vydavatel: Wagram Music    | 174                          |

### Singly
| Rok  | Název                                  | Nejvyšší umístění v žebříčku | Nejvyšší umístění v žebříčku | Nejvyšší umístění v žebříčku | Nejvyšší umístění v žebříčku | Nejvyšší umístění v žebříčku | Nejvyšší umístění v žebříčku | Nejvyšší umístění v žebříčku | Nejvyšší umístění v žebříčku | Nejvyšší umístění v žebříčku | Album             |
| Rok  | Název                                  | FRA                          | BEL                          | DEN                          | FIN                          | IRE                          | NOR                          | SWE                          | GER                          | UK                           | Album             |
| ---- | -------------------------------------- | ---------------------------- | ---------------------------- | ---------------------------- | ---------------------------- | ---------------------------- | ---------------------------- | ---------------------------- | ---------------------------- | ---------------------------- | ----------------- |
| 2008 | "Décalé Gwada"                         | 14                           | 73                           | —                            | —                            | —                            | —                            | —                            | —                            | —                            | Afrikan New Style |
| 2009 | "Mini Kawoulé"                         | 16                           | —                            | —                            | —                            | —                            | —                            | —                            | —                            | —                            | Afrikan New Style |
| 2010 | "Allez Ola Olé"                        | 1                            | 4                            | 30                           | 7                            | 39                           | 5                            | 34                           | 17                           | 81                           | Electro Soukouss  |
| 2011 | "Dansez" (feat. Daddy Killa)           | 86                           | —                            | —                            | —                            | —                            | —                            | —                            | —                            | —                            | Electro Soukouss  |
| 2011 | "Galera" (feat. King Kuduro & Bra Zil) | 68                           | —                            | —                            | —                            | —                            | —                            | —                            | —                            | —                            | —                 |
| 2014 | "Zuluminati"                           | 166                          | —                            | —                            | —                            | —                            | —                            | —                            | —                            | —                            |                   |

### Featuring
| Rok  | Titul                                                                         | Nejvyšší umístění v žebříčku | Album |
| Rok  | Titul                                                                         | FRA                          | Album |
| ---- | ----------------------------------------------------------------------------- | ---------------------------- | ----- |
| 2012 | "Zumba He Zumba Ha (Remix 2012)" (DJ Mam's feat. Jessy Matador & Luis Guisao) | 7                            | —     |

### Jiné sigly
| Rok  | Titul                 | Nejvyšší umístění v žebříčku | Album             |
| Rok  | Titul                 | FRA (Club)                   | Album             |
| ---- | --------------------- | ---------------------------- | ----------------- |
| 2009 | "Y'a qu'à demander"   | 15                           | Afrikan New Style |
| 2010 | "Bomba"               | —                            | Elektro Soukouss  |
| 2010 | "Une affaire de chut" | —                            | Elektro Soukouss  |